# Fan Club
Fan Club (w USA Fun Club) – debiutancki album studyjny włoskiej piosenkarki Alexii. Płyta została wydana w maju 1997 roku i zawiera dwanaście utworów.
Album w Polsce osiągnął status złotej płyty.

## Lista utworów
| Nr  | Tytuł                          | Długość |
| --- | ------------------------------ | ------- |
| 1.  | „Uh La La La”                  | 3:44    |
| 2.  | „Number One”                   | 3:46    |
| 3.  | „Virtual Reality”              | 4:11    |
| 4.  | „Because I Miss You”           | 3:58    |
| 5.  | „Summer Is Crazy”              | 4:20    |
| 6.  | „Another Way”                  | 3:53    |
| 7.  | „Me And You”                   | 4:05    |
| 8.  | „Hold On”                      | 3:48    |
| 9.  | „Looking for My Baby”          | 3:23    |
| 10. | „Beat of the Night”            | 3:48    |
| 11. | „Number One” (Spanish Version) | 3:42    |
| 12. | „Make You Happy”               | 3:23    |